# 피터 보네티
피터 보네티(Peter Phillip Bonetti, 1941년 9월 27일 ~ 2020년 4월 12일)는 잉글랜드의 전직 축구 선수이다. 스위스 이민자의 자식으로 잉글랜드 런던에서 태어났다.
레딩에서 첼시 FC로 이적한 이후 1959년부터 1979년까지 첼시 FC에서 활약하였다. 첼시 FC의 골키퍼 중 가장 많이 경기에 출전한 선수로 기록되어 있다. 총 729회의 출전이었다.